# 野稲城
野稲城（のいねじょう）は、広島県三次市向江田町字下山手にあった日本の城。天良山の南側の丘に位置する。

## 概要
土居（土塁）跡も発見されており、13世紀-14世紀に藤原氏の系統に連なる地頭・広沢実村（地名の和智氏を名乗る）の一男江田（えた）実綱氏の居城（居館）かもしれない。しかし、江田氏の居館跡については不明である。
1302年に後深草院二条（久我雅忠の娘）が厳島神社詣での帰路に立ち寄った和智一族江田氏の居館で、「世を厭ふならいながらも高簀垣　憂き節々は　冬ぞ悲しき」と詠んだと日記『とはずがたり』5巻に書かれている。
江田氏の居館は、天良山、江田川之内町・向江田町付近、向江田町または地名の脱落があり海岸に近い所の地名かも知れないと校注されている。和智邸の女房達から「あなたざまも御覧ぜよ。絵のうつくしき」と江田邸に行くことを薦められていることから風光明媚な場所であったと思われる。